# Ullens Center for Contemporary Art

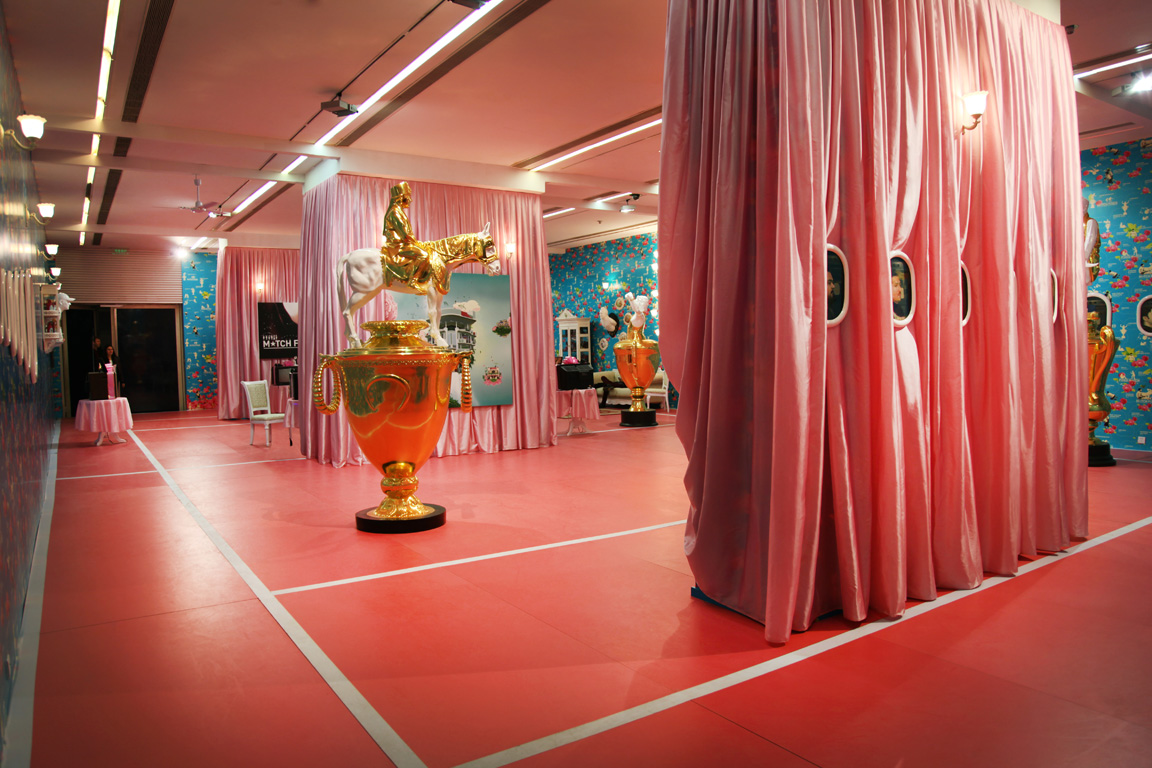
Match Fixed av Thukrai och Tagra, 2010

Ullens Center for Contemporary Art (UCCA) (kinesiska: 尤伦斯当代艺术中心) är en konsthall för kinesisk samtidskonst i Konstzon 798 i Beijing i Kina.
Konsthallen grundades 2007 av den belgiske affärsmannen Guy Ullens och hans fru Myriam Ullens.
Öppningsutställningen hade paret Ullens som kuratorer tillsammans med den förste chefen Fei Dawei (född 1954). Amerikanen Philip Tinari (född 1979) har varit kurator på konsthallen sedan 2011 och är idag chef för konsthallen.
Konsthallen har 8.000 kvadratmeter lokaler.  
Sedan 2019 driver Ullens Center for Contemporary Art också konsthallen UCCA Dune nära staden Beidaihe i Qinhuangdao i Hebeiprovinsen.